# Guanabarostreptus triangulatus
Guanabarostreptus triangulatus är en mångfotingart som beskrevs av Pius Strasser 1960. Guanabarostreptus triangulatus ingår i släktet Guanabarostreptus och familjen Spirostreptidae. Inga underarter finns listade i Catalogue of Life.